# Sospitós (pel·lícula)
Sospitós (títol original: Suspect) és un thriller dramàtic estatunidenc de 1987. Va ser dirigit per Peter Yates i compta amb Cher, Dennis Quaid i Liam Neeson en els papers estel·lars. Ha estat doblada al català.

## Argument
Després del suïcidi d'una jutgessa i l'aparent homicidi del seu secretari, un home sordmut de nom Carl Anderson és acusat com l'autor material del crim. No obstant això, la seva advocada, Kathleen, creu en la seva innocència i farà fins a l'impossible per treure la veritat a la llum. Ella, amb ajuda del conseller Eddie Sanger, que al final fa de jurat, descobriran al veritable assassí i, a més, un cercle de corrupció que arriba fins a les altes esferes.

## Repartiment
- Cher - Kathleen Riley
- Dennis Quaid - Eddie Sanger
- Liam Neeson - Carl Wayne Anderson
- John Mahoney - Jutge Matthew Bishop Helms
- Joe Mantegna - Charlie Stella
- Philip Bosco - Paul Gray
- Fred Melamed - Morty Rosenthal
- Bernie McInerney - Walter
- Bill Cobbs - Jutge Franklin
- Richard Gant - Everett Bennett
- Jim Walton - Jutge Marshal

## Crítica
Després de veure l'escena final de la pel·lícula, que és qualificada a l'estil Deus ex machina on el nom de l'assassí és finalment revelat, el crític cinematogràfic Roger Ebert va valorar la solidesa de la cinta i les interpretacions, però va deixar veure la seva frustració pel seu fràgil final.
La cinta va rebre dos punts i mig de tres per Ebert i té una aprovació del 69% en el lloc especialitzat Rotten Tomatoes, basada en 16 crítiques.